# José Pérez (actor)
José Pérez (Fajardo, 1940) es un actor estadounidense nacido en Puerto Rico, reconocido principalmente por su labor en obras de Broadway y off-Broadway, y en producciones para cine y televisión en los Estados Unidos. Obtuvo reconocimiento por sus papeles en la obra Steambath y en los seriados On the Rocks y New York Undercover.

## Filmografía

### Cine
| Año  | Título                | Papel             | Notas |
| ---- | --------------------- | ----------------- | ----- |
| 1955 | A Life in the Balance | Paco Gomez        |       |
| 1961 | The Young Savages     | Roberto Escalante |       |
| 1971 | Born to Win           | Junior Conception |       |
| 1977 | Short Eyes            | Juan              |       |
| 1979 | Night-Flowers         | Nordi             |       |
| 1983 | The Sting II          | Carlos            |       |
| 1983 | D.C. Cab              | Ernesto Bravo     |       |
| 1985 | Stick                 | Rainy             |       |
| 1990 | Miami Blues           | Pablo             |       |
| 1991 | Off and Running       | J.W. Vilela       |       |
| 1994 | Being Human           | Santiago          |       |
| 1994 | Motorcycle Gang       | Policía           |       |
| 1998 | The Mask of Zorro     | Armando Garcia    |       |
| 2000 | The Way of the Gun    | Jose Perez        |       |
| 2003 | 2 Fast 2 Furious      | Jose              |       |

### Televisión
| Año       | Título                               | Papel                   | Notas            |
| --------- | ------------------------------------ | ----------------------- | ---------------- |
| 1952      | Philco Television Playhouse          | Pepe                    | 1 episodio       |
| 1957      | Kraft Television Theater             | Extraño                 | 1 episodio       |
| 1959      | Omnibus                              | Toby                    | 1 episodio       |
| 1964      | East Side/West Side                  | Paco/Tony               | 2 episodios      |
| 1966      | Hawk                                 | Lou Barrow              | 1 episodio       |
| 1967      | N.Y.P.D.                             | Lopez                   | 1 episodio       |
| 1973      | Calucci's Department                 | Ramon Gonzalez          | Papel recureente |
| 1973      | Steambath                            | Dios                    |                  |
| 1974      | Aces Up                              | Jose Perez              | Papel recurrente |
| 1974      | The Godchild                         | Sanchez                 |                  |
| 1975      | On the Rocks                         | Hector Fuentes          | Papel recurrente |
| 1982      | One Shoe Makes it Murder             | Inspector Carmona       |                  |
| 1983      | Inspector Perez                      | Inspector Antonio Perez |                  |
| 1984      | Steambath                            | Dios                    |                  |
| 1984      | Murder, She Wrote                    | Mike Hernandez          | 1 episodio       |
| 1985      | Miami Vice                           | Juan Carlos Silva       | 1 episodio       |
| 1986      | Courage                              | Jose Morales            |                  |
| 1987      | King of the Building                 | Hector                  |                  |
| 1989      | Miami Vice                           | Jorge Esteban           | 1 episodio       |
| 1991      | Law & Order                          | Roberto Diaz            | 1 episodio       |
| 1993      | The Adventures of Brisco County, Jr. | Roberto                 | 1 episodio       |
| 1994      | The Burning Season                   | Moacir                  |                  |
| 1994-1996 | New York Undercover                  | Mike Torres             | Papel recurrente |
| 2000      | Resurrection Blvd.                   | Eddie Cervantes         | 2 episodios      |